# Адур-Анахита
Адур-Анахита (пехл. 𐭠𐭲𐭲𐭲𐭲 𐭦𐭩 𐭲𐭲𐭲𐭲𐭩𐭲, жила в III веке н. э.) — иранская принцесса из династии Сасанидов, носившая титул банбишнан банбишн, дочь и, возможно, супруга второго шахиншаха Ирана из этой семьи, Шапура I.

## Биография
Французский историк Филипп Жинью писал, что имя принцессы является составным, и включает в себя два слова, предположительно обозначающих божества Древней Персии, священный огонь и Анахиту, богиню воды и плодородия. Такие имена широко распространены в источниках времён династии Сасанидов, однако лишь относительно недавно его значение стали читать правильно — как «Огонь и Анахита». Ранее считалось, что оно означает «огонь Анахиты».
В источниках имя принцессы встречается в двух отрывках одной надписи её отца Шапура I, расположенной на Каабе Зороастра. Согласно первой из этих надписей, Шапур учредил священные костры в честь своей дочери Адур-Анахиты и трёх её братьев, которых звали Ормизд, Варахран, Нарсе. В надписи не упоминается никаких действий принцессы и других перечисленных. Согласно второй надписи, Шапур сделал своей дочери подарок для принесения жертвы богам вместе с рядом других сановников и важных придворных.

### Вопрос брака
В последней из надписей Адур-Анахита названа титулом «банбишнан банбишн», который помимо неё имела Денак, сестра Папакана. По предположению немецкого ираниста Вальтера Хинца, Адур-Анахид, согласно зороастрийской традиции, была супругой своего отца и поэтому «царицей цариц» Ирана. Однако Жинью писал, что скорее всего Хинц просто неверно истолковал сам титул «банбишнан банбишн», который, по словам историков А. Марика и Ж. Харматта, во времена Сасанидов означал просто женщину высокого положения, а не обязательно супругу шаха. И хотя обычно «банбишнан банбишн» в значении знатные женщины, обычно перечисляются после «верховной» царицы цариц, то есть после супруги шаха. Однако известен тот факт, что носившая этот же титул, что известно благодаря находящейся в Эрмитаже геммы, Денак также стояла в списке перед супругой своего брата, Ардашира. Это, по словам Жинью, указывает на то, что во главу угла в таких списках ставилось отношение к царской семье по крови.